# ピエール・ジャネ

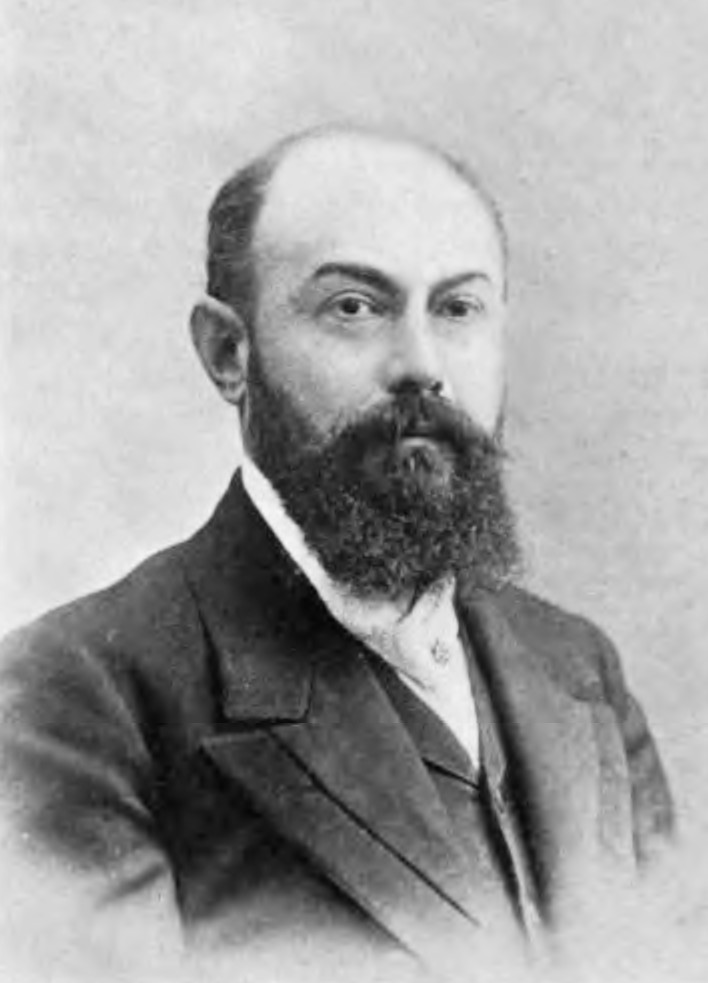
ピエール・ジャネ

ピエール・ジャネ（Pierre Janet、1859年5月30日 - 1947年2月24日）はフランスの心理学者。1898年からソルボンヌ大学講師、1902年からコレージュ・ド・フランス教授を務めた。

## 人物
1859年にパリのリュクサンブール宮殿公園近くのマダーム街46に生まれる。ポール・ジャネの甥であり、弟にジュール・ジャネがいる。サント・バルブ・デ・シャン学院で初等教育を受ける。15歳でうつ病となり、その後闘病した。1878年にバカロレア（大学入学資格試験）に合格、1880年に文学士。1881年、科学系の大学入学資格者の資格を得て1882年に哲学教授資格試験に合格（2位）、ジャン=マルタン・シャルコーの下で催眠療法の研究に従事する。解離について研究。1887年に心的外傷の意味で 希: trauma（トラウマ）という術語を造語しトラウマ記憶の感覚、知覚、感情、再上演行動（reenactment）なども研究。ジークムント・フロイトより先に無意識を発見したとも言われる。またカール・グスタフ・ユングにも講義し影響を与えたとされる。1947年、パリで死去。

## 主な著書
- 『心理自動現象』（L'Automatisme psychologique）（1889年）
- 『ヒステリー患者における精神障害の研究への寄与』（Contribution à l'étude des accidents mentaux chez les hystériques）（1893年）
- 『神経症と固定観念』（Névroses et idées fixes）（1898年）
- 『強迫観念と精神衰弱』（Les Obsessions et la psychasthénie）（1903年）
- 『神経症』（Les Névroses）（1909年）
- 『心理学的医療』（Les médications psychologiques）（1919年）
- 『心理学的医学』（La médecine psychologique）（1923年）
- 『不安から恍惚へ』（De l'angoisse à l'extase）（第1巻 1926年、第2巻 1928年）
- 『心理発達の諸段階』（Les stades de l'évolution psychologique）（1926年）
- 『内的思考とその障害』（La pensée intérieure et ses troubles）（1927年）
- 『記憶の進化と時間観念』（L'évolution de la mémoire et la notion du temps）（1928年）
- 『人格の心理発達』（L'évolution psychologique de la personnalité）（1929年）
- 『心理的強さと弱さ』（La force et la faiblesse psychologique）（1932年）
- 『愛と憎しみ』（L'Amour et la haine）（1932年）
- 『知性のはじまり』（Les débuts de l'intelligence）（1935年）
- 『ことば以前にある知性』（L'intelligence avant le langage）（1936年）

近年の邦訳書・再版
- 『心理学的医学』La medicine psychologique (松本雅彦訳, みすず書房, 1982)
- 『症例マドレーヌ ― 苦悶から恍惚へ』De l'Angoisse à l'extase. Études sur les croyances et les sentiments (松本雅彦訳, みすず書房, 2007)
- 『被害妄想 ― その背景の諸感情』Les sentiments dans le délire de persécution (松本雅彦訳, みすず書房, 2010)
- 『解離の病歴』Cinq observations qui présentent la 'dissociation' (松本雅彦訳, みすず書房, 2011)
- 『心理学的自動症 ― 人間行動の低次の諸形式に関する実験心理学試論』L'automatisme psychologique (松本雅彦訳, みすず書房, 2013)